# Oreopanax microflorus
Oreopanax microflorus är en araliaväxtart som beskrevs av Borchs. Oreopanax microflorus ingår i släktet Oreopanax och familjen Araliaceae. Inga underarter finns listade.